# Andrea Barzagli
Andrea Barzagli, né le 8 mai 1981 à Fiesole en Italie, est un ancien footballeur international italien. 
Ce défenseur central de formation n'a jamais joué ailleurs qu'en Italie avant son arrivée au VfL Wolfsburg. Barzagli arbore le maillot de la Juventus durant près d'une décennie, de 2011 jusqu'à sa retraite sportive en 2019 devenant ainsi au fur et à mesure un cadre du vestiaire. Il est un des meilleurs défenseurs de son époque. Il remporte la Coupe du monde 2006, l'Euro espoirs 2004 et va en finale de l'Euro 2012.
Avec la Juventus, il gagne huit fois le championnat italien et va deux fois en finale de la Ligue des champions.

## Biographie
Barzagli est né à Fiesole dans la province de Florence. Il épouse Maddalena Nullo le 13 juillet 2013 à Tellaro près de Lerici en Ligurie. Ensemble, ils ont un fils, Mattia (né le 13 février 2008), et une fille, Camilla (née le 2 juillet 2011).

### Carrière en club

#### Débuts
Barzagli commence à jouer au football avec les petits clubs locaux de sa région natale du Cattolica Virtus puis avec le Rondinella Calcio (avec qui il débute en Serie D avec les seniors en 1998).
En 2000, il rejoint le club de l'AC Pistoiese en copropriété, alors en Serie B avec qui il dispute cinq matchs.
Après un bref retour à Rondinella entre janvier et juin 2001, il s'engage avec l'Ascoli Calcio en Serie C. L'année suivante (où il est acheté en copropriété à Plaisance puis immédiatement reprêté à Ascoli), après une première place en championnat de D3 et une promotion en Serie B, Barzagli totalise en tout 50 matchs disputés (pour trois buts inscrits).
Cependant, ce n'est que la saison suivante qu'il explose et commence à se faire remarquer, avec sa signature pour le club de Serie A du Chievo Verone. Il joue le premier match de sa carrière en Serie A lors d'un nul 1-1 en août 2003 contre Brescia. Intraitable dans le jeu aérien comme sur l'homme, l'athlète est logiquement appelé pour rejoindre la Nazionale en 2004.
Étant reconnu comme un des meilleurs défenseurs du Serie A, il est transféré à l'été 2004 chez les Siciliens de l'US Palerme, il les aide durant sa première saison au club à se qualifier pour la Coupe UEFA.
Dans l'équipe au maillot rose, Andrea Barzagli s'impose rapidement comme un cadre indispensable du dispositif palermitain, ce qui lui permet d'être régulièrement appelé à représenter son pays au sein de la Squadra. Il continue sur ses très bonnes performances ce qui lui vaut d'être appelé pour la coupe du monde 2006 où il sera champion du monde sans pour autant être titulaire.

#### VfL Wolfsburg
À la fin de l'été 2008, Barzagli est sur le point de s'engager avec son club de cœur de la Fiorentina, mais à la surprise générale, il est transféré au VfL Wolfsburg en Bundesliga (rejoignant son compatriote et coéquipier à Palerme Cristian Zaccardo) pour environ 13 millions d'euros, lui qui s'était toujours refusé à quitter le Calcio.
Barzagli et son nouveau numéro 43 jouent toutes les minutes de cette saison 2008–2009 et réussit une excellente première saison en devenant champion d'Allemagne avec son club de Wolfsburg. Il remerciera plus tard l'entraineur de Wolfsburg Felix Magath pour lui avoir permis d'effectuer d'énormes progrès dans son jeu.
Le 15 septembre 2009, il joue le premier match de sa carrière en Ligue des champions lors d'un succès 3-1 à domicile sur le CSKA Moscou (il joue 2 matchs dans cette compétition puis 3 en Ligue Europa). Son premier but avec Wolfsburg arrive le 4 avril 2010 lors d'une victoire à domicile 4-0 contre Hoffenheim. Il termine la saison 8e avec 24 rencontres disputées.

#### Juventus
Après 75 matches de championnat avec Wolfsburg et afin de renforcer la défense turinoise (25 buts encaissés en 20 journées), Barzagli signe à la Juventus en janvier 2011, alors dirigée par Luigi Delneri. Le montant du transfert est de 300 000 euros et quelques primes de résultat allant jusqu'à 600 000 euros maximum.
Il dispute son premier match en Bianconero le 2 février 2011 contre son ancien club de Palerme en championnat (défaite 2-1). Il dispute en tout 15 matchs lors de cette seconde partie désastreuse de la saison 2010-2011, où le club finit 7e pour la seconde année d'affilée.

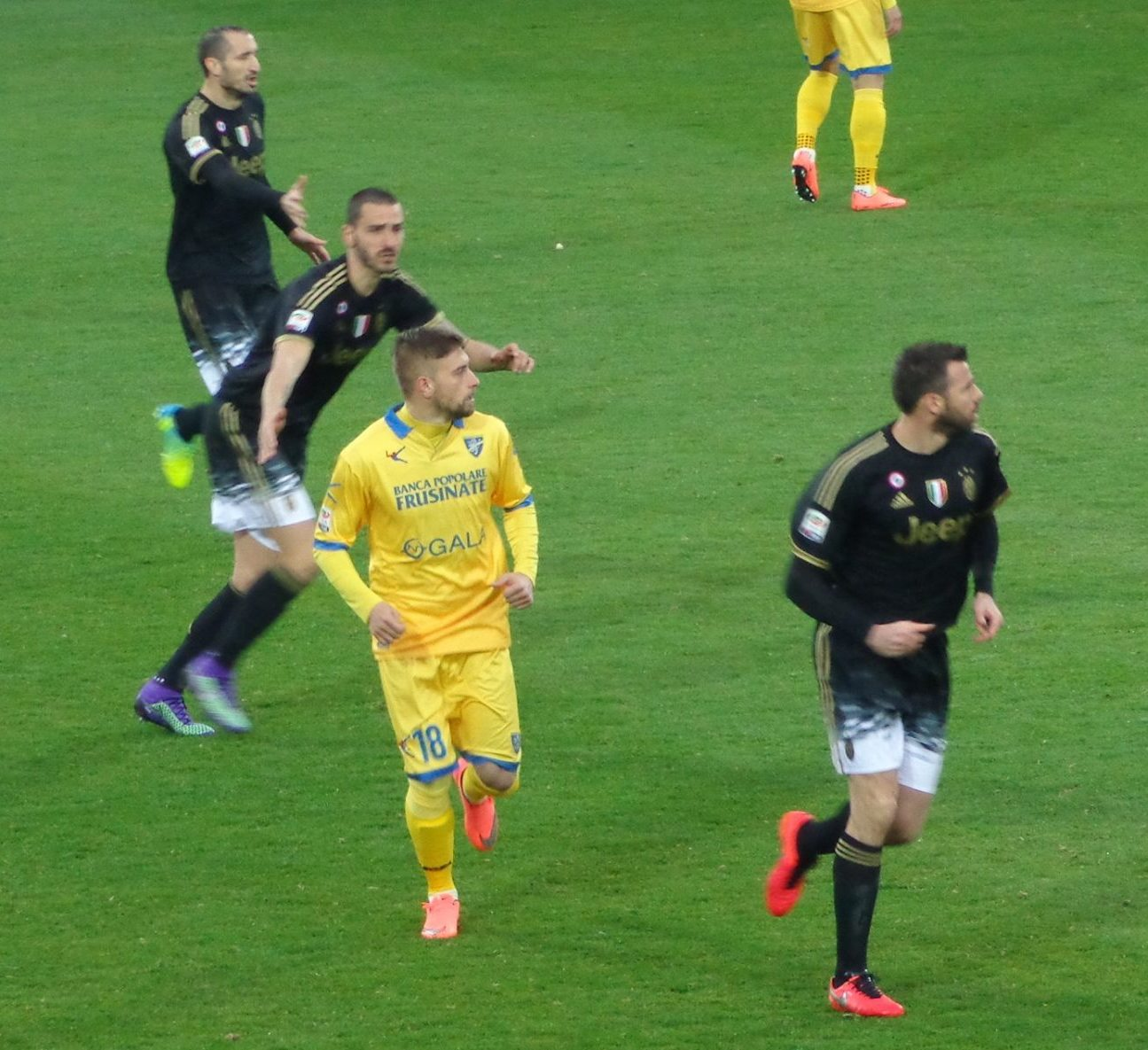
le trio défensif de la vieille dame (2015-2016)

En 2011, avec l'arrivée sur le banc d'Antonio Conte, son statut change. Il fait désormais partie des tout meilleurs défenseurs centraux de Serie A et d'Europe (titulaire indiscutable de la défense dans le 3-5-2 de Conte avec Leonardo Bonucci et Giorgio Chiellini), une véritable renaissance pour lui (il est d'ailleurs rappelé en sélection en novembre 2011, une première depuis 2008).

Le 13 mai 2012 (lors d'une victoire 3-1 à domicile sur l'Atalanta en championnat), et ce alors que tous les joueurs de l'effectif juventino ont déjà marqué au moins un but durant la saison, l'équipe lui laisse tirer le penalty synonyme de 3-1. Avec ce premier but inscrit sous les couleurs de la Vieille Dame, tous les joueurs du club auront été buteurs durant cette saison 2011-12 (remportée par club). Il participe grandement au succès de la Juve qui finit championne et invaincue, dirigeant d'une main de fer la meilleure défense de Serie A (n'encaissant que 18 buts en 38 matchs). Lui et son équipe ont remportée notamment toutes les séries A de 2011-2012 à 2014-2015[Quoi ?]. Lors de la saison 2014-2015, il atteint la finale de la ligue des champions contre Barcelone, hélas pour lui, il s'incline 3 buts à 1. Lors de l'année 2016-2017, avec Leonardo Bonucci et Giorgio Chiellini, ils auront la meilleure défense de la ligue des champions, malheureusement pour lui, la Juventus va s'incliner une nouvelle fois en finale cette fois-ci contre le Réal Madrid. Il sera régulièrement capitaine quand Chiellini n'est pas titulaire. Andrea Barzagli annonce sa retraite à la fin de saison 2018/2019, le 13 avril, après une défaite contre SPAL (où il sera capitaine). Le 19 mai, lors du dernier match à domicile de la Juventus contre Atalanta, Barzagli a été remplacé à la 61e minute par Mario Mandžukić et a été ovationné par la foule.

### Carrière en sélection

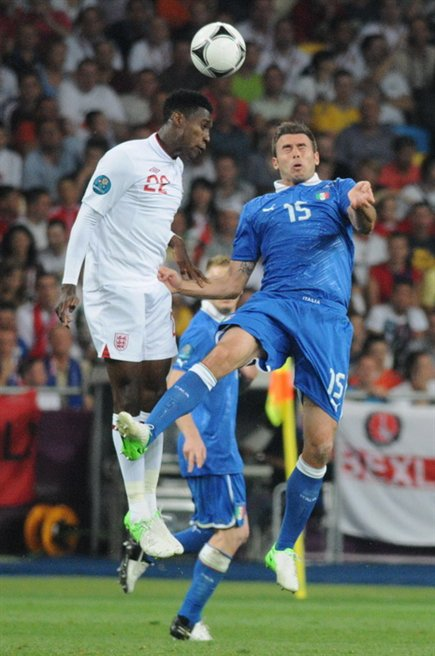
Barzagli à la lutte avec Danny Welbeck à l'Euro 2012.

Barzagli joue son premier match avec l'équipe d'Italie espoirs le 10 octobre 2003, face à l'Azerbaïdjan. Il entre en jeu à la place de Cristian Zaccardo et l'Italie s'impose largement par six buts à zéro. Il fait partie de l'effectif des espoirs dirigés par Claudio Gentile qui remporte l'Euro 2004 espoirs, année où il participe également aux Jeux olympiques d'Athènes (il remporte la médaille de bronze avec l'équipe italienne olympique).
À la suite de ses bonnes performances avec les espoirs et en club, il honore logiquement sa première sélection avec l'équipe nationale d'Italie le 17 novembre 2004 contre la Finlande. Il est titularisé ce jour-là et son équipe remporte la partie (1-0).
Il est titulaire en quart de finale de la coupe du monde 2006 opposant l'Italie à l'Ukraine (victoire 3-0) aux côtés de Fabio Cannavaro, profitant de la blessure d'Alessandro Nesta et la suspension de Marco Materazzi (il dispute un très bon match). Il termine champion du monde à la fin de la compétition.
Andrea est logiquement appelé pour l'Euro 2008, titulaire aux côtés de Marco Materazzi lors du premier match de poule calamiteux face aux Pays-Bas, la piètre prestation de l'équipe et de la défense en particulier sera fatale à Andrea pour la suite de l'Euro et pour la suite de sa carrière internationale. Le sélectionneur Roberto Donadoni titularisera le vétéran Christian Panucci et le jeune Giorgio Chiellini au centre de la défense pour la suite du tournoi.
Après l'Euro 2008, le retour de Marcello Lippi ne permettra pas à Andrea de réintégrer la Squadra. Il fut encore appelé à quelques reprises dans le groupe par le successeur de Marcelo Lippi, Cesare Prandelli, mais ne participera à aucun match.
Cependant, il est bel et bien retenu par Prandelli dans le groupe des 23 sélectionnés pour l'Euro 2012 en Pologne et en Ukraine, à la suite d'une superbe saison 2011-12 avec la Juventus. Barzagli manque, sur blessure, les premiers matchs de son pays contre l'Espagne et la Croatie avant de revenir pour le succès 2-0 sur l'Irlande, qui qualifie les Azzurri pour les quarts de finale. À ce stade de la compétition, la présence de Barzagli s'avère cruciale car son coéquipier en club, Giorgio Chiellini, a subi une blessure. À l'occasion du quart de finale contre l'Angleterre, Barzagli est associé en défense centrale à un autre bianconero, Leonardo Bonucci. Les deux réalisent une prestation de grande qualité pour museler Wayne Rooney et tout le secteur offensif anglais. L'Italie s'impose 4-2 aux tirs au but. En demi-finale contre l'Allemagne, Andrea Barzagli est de nouveau titulaire, et participe à un remarquable succès italien sur le score de 2-1. Malheureusement, la finale de cet Euro, à laquelle participe Barzagli, sera beaucoup plus impitoyable pour les Italiens, battus 4-0 par l'équipe d'Espagne. 
Il est retenu dans les 23 pour jouer la coupe du monde 2014. Andrea dispute les 3 rencontres en tant que titulaire. L'Italie sera éliminée au premier tour, malgré une victoire contre l'Angleterre 2-1, en ayant perdu 1-0 face au Costa Rica, et également 1-0 contre l'Uruguay.
Il est retenu par Antonio Conte pour disputer l'euro 2016. Il est titularisé pendant toute la phase de poules, contre la Belgique, où l'Italie l'emporte 2-0,et contre la Suède, que l'Italie bat également sur le score de 1-0. Il est également titulaire contre l'Irlande, mais prend un carton jaune à la 78e minute, et l'Italie, déjà qualifiée, s'incline 1-0. En huitième de finale, pour un remake de la finale de l'édition précédente, l'Italie affronte l'Espagne, tenante du titre, et l'emporte sur le score de 2-0. En quart de finale, après un match nul 1-1,les Italiens sont éliminés de l'euro, battus aux tirs au but 6-5, malgré le tir au but réussi par Barzagli. Terminant 2ème des qualifications pour la coupe du monde 2018 derrière l'Espagne, l'Italie affronte la Suède en barrages, et perd 1 but à 0 à Stockholm. Au match retour, Barzagli et ses coéquipiers ne réussissent pas à marquer, provoquant l'élimination de l'Italie, qui ne participera pas à la coupe du monde. À la suite de cet échec, Barzagli prend sa retraite internationale après 73 sélections, comme son coéquipier de la Juventus Gianluigi Buffon. À compter de cette date, il ne reste plus aucun champion du monde 2006 jouant encore pour l'équipe d'Italie.

## Statistiques
| Saison                | Club                  | Championnat           | Championnat | Championnat | Coupe(s) nationale(s) | Coupe(s) nationale(s) | Supercoupe | Supercoupe | Compétition(s) continentale(s) | Compétition(s) continentale(s) | Compétition(s) continentale(s) | Italie | Italie | Total | Total |
| Saison                | Club                  | Division              | M.          | B.          | M.                    | B.                    | M.         | B.         | Comp.                          | M.                             | B.                             | M.     | B.     | M.    | B.    |
| 1998-1999             | Rondinella Impruneta  | Serie D               | 28          | 1           | 0                     | 0                     | -          | -          | -                              | -                              | -                              | -      | -      | 28    | 1     |
| 1999-2000             | Rondinella Impruneta  | Serie C2              | 23+2        | 2+1         | 2                     | 0                     | -          | -          | -                              | -                              | -                              | -      | -      | 27    | 3     |
| 2000-2001             | AC Pistoiese          | Serie B               | 5           | 0           | 0                     | 0                     | -          | -          | -                              | -                              | -                              | -      | -      | 5     | 0     |
| 2000-2001             | Rondinella Impruneta  | Serie C2              | 13          | 1           | 0                     | 0                     | -          | -          | -                              | -                              | -                              | -      | -      | 13    | 1     |
| Sous-total            | Sous-total            | Sous-total            | 66          | 5           | 2                     | 0                     | -          | -          | -                              | -                              | -                              | -      | -      | 68    | 5     |
| 2001-2002             | Ascoli Calcio         | Serie C1              | 28          | 1           | 3                     | 0                     | -          | -          | -                              | -                              | -                              | -      | -      | 31    | 1     |
| 2002-2003             | Ascoli Calcio         | Serie B               | 18          | 2           | 1                     | 0                     | -          | -          | -                              | -                              | -                              | -      | -      | 19    | 2     |
| Sous-total            | Sous-total            | Sous-total            | 46          | 3           | 4                     | 0                     | -          | -          | -                              | -                              | -                              | -      | -      | 50    | 3     |
| 2003-2004             | Chievo Vérone         | Serie A               | 29          | 3           | 1                     | 0                     | -          | -          | -                              | -                              | -                              | -      | -      | 30    | 3     |
| 2004-2005             | US Palerme            | Serie A               | 37          | 0           | 3                     | 0                     | -          | -          | -                              | -                              | -                              | 4      | 0      | 44    | 0     |
| 2005-2006             | US Palerme            | Serie A               | 35          | 2           | 4                     | 0                     | -          | -          | C3                             | 8                              | 0                              | 6      | 0      | 53    | 2     |
| 2006-2007             | US Palerme            | Serie A               | 36          | 1           | 1                     | 0                     | -          | -          | C3                             | 5                              | 0                              | 4      | 0      | 46    | 1     |
| 2007-2008             | US Palerme            | Serie A               | 34          | 0           | 0                     | 0                     | -          | -          | C3                             | 2                              | 0                              | 9      | 0      | 45    | 0     |
| Sous-total            | Sous-total            | Sous-total            | 142         | 3           | 8                     | 0                     | -          | -          | -                              | 15                             | 0                              | 23     | 0      | 188   | 3     |
| 2008-2009             | VfL Wolfsburg         | Bundesliga            | 34          | 0           | 3                     | 0                     | -          | -          | C3                             | 8                              | 0                              | 2      | 0      | 47    | 0     |
| 2009-2010             | VfL Wolfsburg         | Bundesliga            | 24          | 1           | 2                     | 0                     | -          | -          | C1+C3                          | 2+3                            | 0                              | -      | -      | 31    | 1     |
| 2010-2011             | VfL Wolfsburg         | Bundesliga            | 17          | 0           | 1                     | 0                     | -          | -          | -                              | -                              | -                              | -      | -      | 18    | 0     |
| Sous-total            | Sous-total            | Sous-total            | 75          | 1           | 6                     | 0                     | 1          | 0          | -                              | 13                             | 0                              | 2      | 0      | 97    | 1     |
| 2010-2011             | Juventus              | Serie A               | 15          | 0           | 0                     | 0                     | -          | -          | -                              | -                              | -                              | -      | -      | 15    | 0     |
| 2011-2012             | Juventus              | Serie A               | 35          | 1           | 4                     | 0                     | -          | -          | -                              | -                              | -                              | 8      | 0      | 47    | 1     |
| 2012-2013             | Juventus              | Serie A               | 34          | 0           | 4                     | 0                     | 1          | 0          | C1                             | 9                              | 0                              | 12     | 0      | 60    | 0     |
| 2013-2014             | Juventus              | Serie A               | 26          | 0           | 1                     | 0                     | 1          | 0          | C1+C3                          | 4+1                            | 0                              | 5      | 0      | 38    | 0     |
| 2014-2015             | Juventus              | Serie A               | 10          | 0           | 1                     | 0                     | 0          | 0          | C1                             | 6                              | 0                              | 2      | 0      | 19    | 0     |
| 2015-2016             | Juventus              | Serie A               | 31          | 1           | 2                     | 0                     | 1          | 0          | C1                             | 8                              | 0                              | 5      | 0      | 47    | 1     |
| 2016-2017             | Juventus              | Serie A               | 23          | 0           | 5                     | 0                     | 0          | 0          | C1                             | 11                             | 0                              | 10     | 0      | 49    | 0     |
| 2017-2018             | Juventus              | Serie A               | 23          | 0           | 0                     | 0                     | 1          | 0          | C1                             | 0                              | 0                              | 1      | 0      | 25    | 0     |
| Sous-total            | Sous-total            | Sous-total            | 175         | 2           | 17                    | 0                     | 4          | 0          | -                              | 39                             | 0                              | 43     | 0      | 278   | 2     |
| Total sur la carrière | Total sur la carrière | Total sur la carrière | 538         | 18          | 38                    | 0                     | 5          | 0          | -                              | 67                             | 0                              | 68     | 0      | 716   | 18    |

## Palmarès

### Palmarès en club
| Ascoli Calcio - Championnat d'Italie D3 (1) : - Champion : 2001-02. |  | VfL Wolfsburg - Championnat d'Allemagne (1) : - Champion : 2008-09. - Coupe d'Allemagne : - Finaliste : 2008-09.                                            |  | Juventus \| - Championnat d'Italie (8) : - Champion : 2011-12, 2012-13, 2013-14, 2014-15, 2015-16, 2016-17, 2017-18 et 2018-19. - Coupe d'Italie : (4) - Vainqueur : 2015, 2016, 2017 et 2018. - Finaliste : 2011-12. \| \| - Supercoupe d'Italie (4) : - Vainqueur : 2012, 2013 et 2015, 2018/19. - Finaliste : 2014, 2016 et 2017. - Ligue des champions : - Finaliste : 2015 et 2017 \| |
| - Championnat d'Italie (8) : - Champion : 2011-12, 2012-13, 2013-14, 2014-15, 2015-16, 2016-17, 2017-18 et 2018-19. - Coupe d'Italie : (4) - Vainqueur : 2015, 2016, 2017 et 2018. - Finaliste : 2011-12. |  | - Supercoupe d'Italie (4) : - Vainqueur : 2012, 2013 et 2015, 2018/19. - Finaliste : 2014, 2016 et 2017. - Ligue des champions : - Finaliste : 2015 et 2017 |  | |

### Palmarès en sélection
| Italie espoirs - Championnat d'Europe espoirs (1) : - Vainqueur : 2004. - Jeux olympiques : - Bronze : 2004. |  | Italie - Coupe du monde (1) : - Vainqueur : 2006. - Championnat d'Europe : - Finaliste : 2012. |

## Distinctions
Meilleur défenseur de l'année de Serie A 2012, 2013

## Distinctions civiles
-  : il est fait Chevalier de l'Ordre du Mérite de la République italienne en 2004, à l'initiative du Président de la République.

-  : il est fait Officier de l'Ordre du Mérite de la République italienne en 2006, à l'initiative du Président de la République.